# Paryphoconus nigripes
Paryphoconus nigripes är en tvåvingeart som beskrevs av John William Scott Macfie 1939. Paryphoconus nigripes ingår i släktet Paryphoconus och familjen svidknott. Inga underarter finns listade i Catalogue of Life.